# Sitana fusca
Sitana fusca là một loài thằn lằn trong họ Agamidae. Loài này được Schleich & Kästle miêu tả khoa học đầu tiên năm 1998.